# Estación de Alameda de Osuna

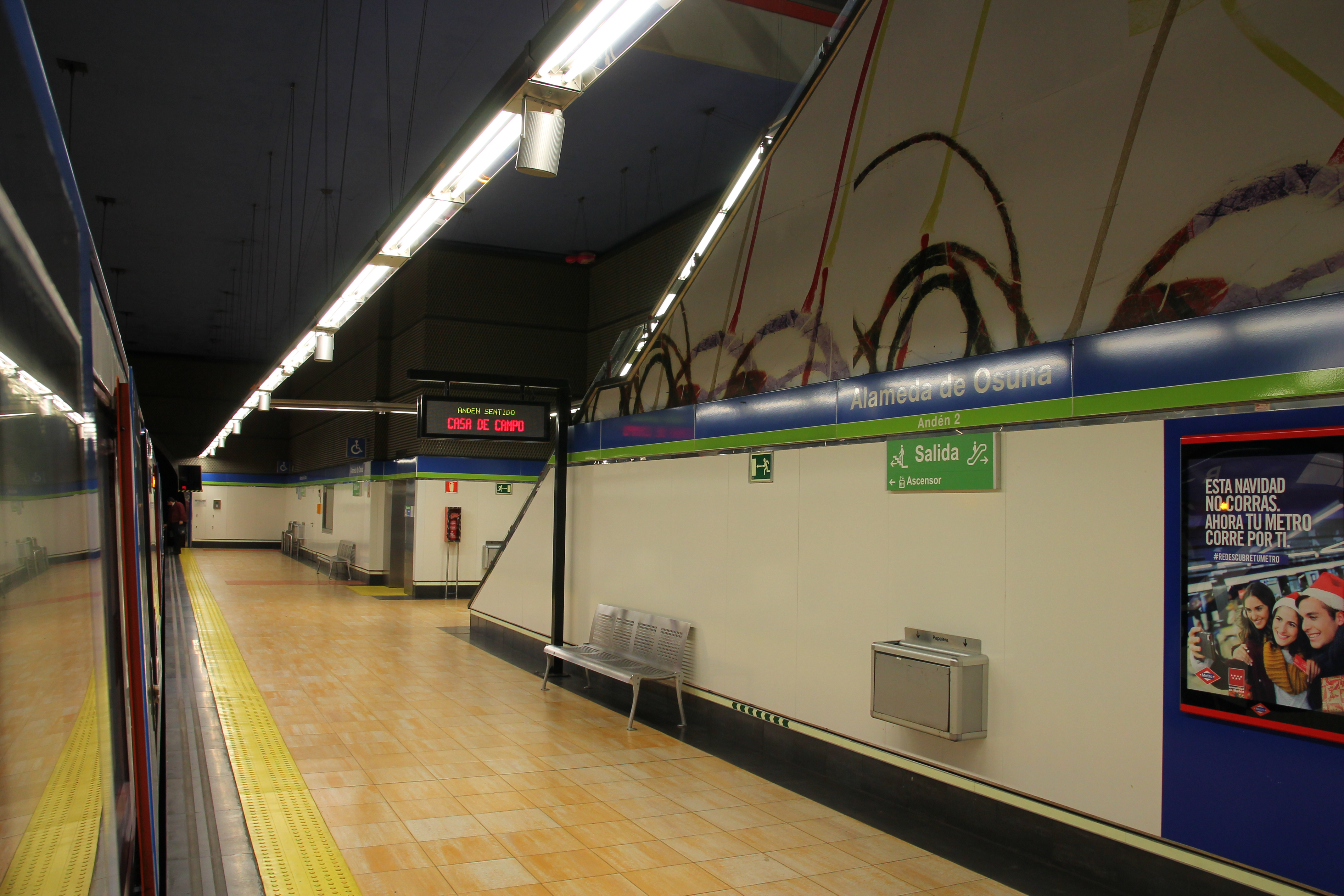
Andén de la estación

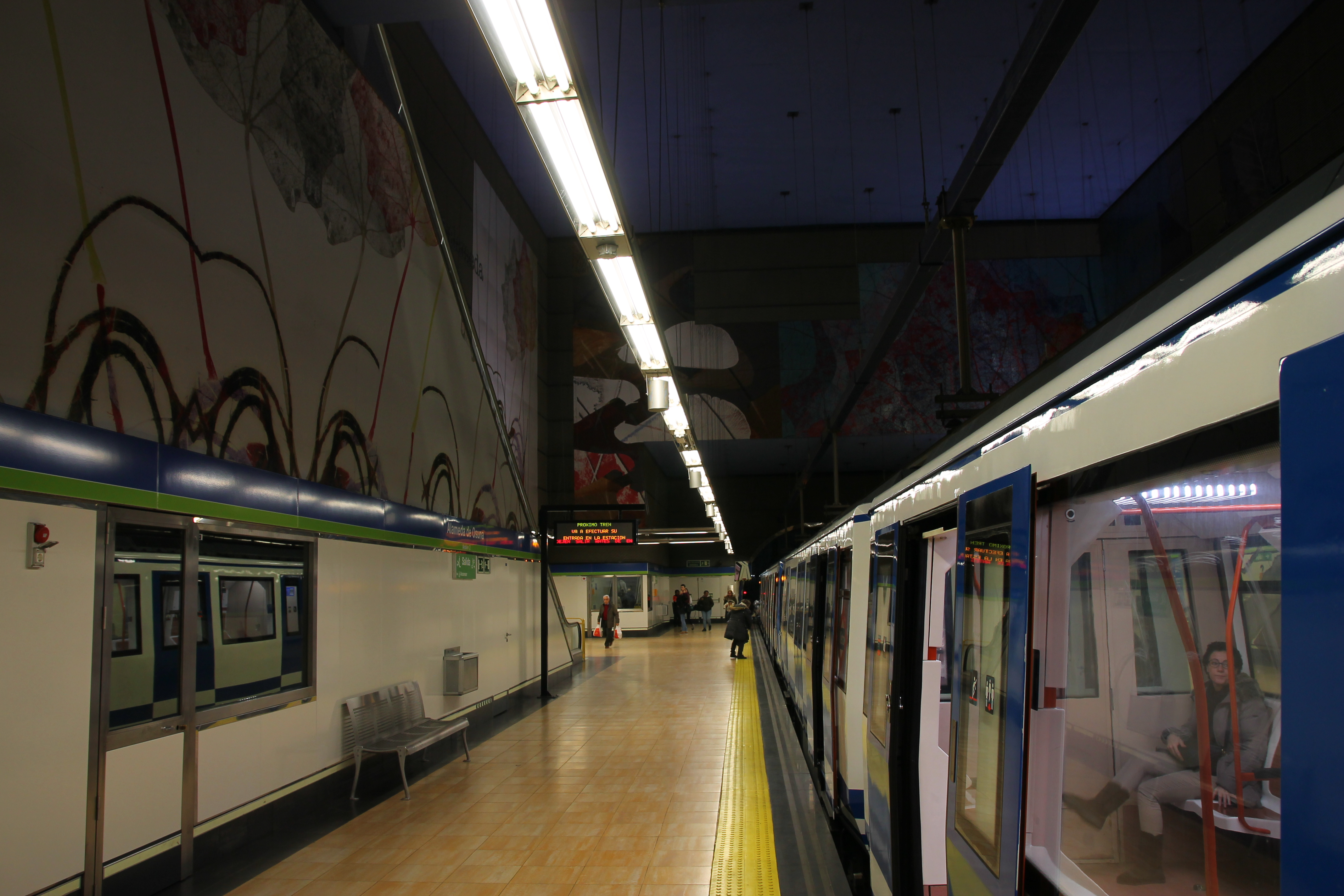
Andén de la estación

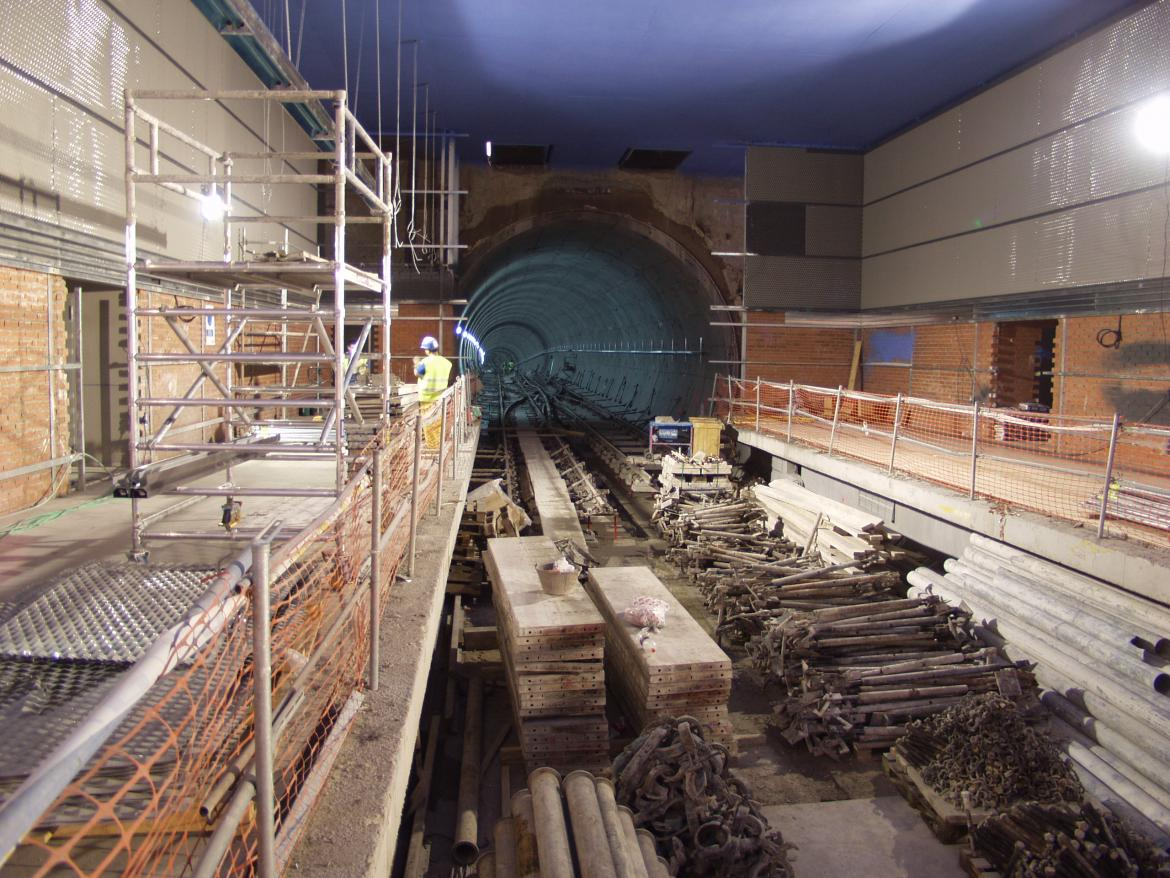
La estación en obras

Alameda de Osuna es una estación de la línea 5 del Metro de Madrid situada bajo la calle La Rioja a la altura de la intersección con la calle Corbeta, en el barrio homónimo perteneciente al madrileño distrito de Barajas. Es una de las cabeceras de la línea.

## Historia
La estación se inauguró el 24 de noviembre de 2006, junto con El Capricho cerrando poco antes de su apertura el tramo de la línea comprendido entre Ciudad Lineal y Canillejas durante un par de días. En esta estación junto con la anterior de la línea es una de las más amplias debido al gran espacio del que se disponía para construirla bajo la calle donde está. Con la llegada del primer Metro al barrio madrileño, la entrada de la estación se ha convertido en el punto de encuentro por excelencia de los vecinos del barrio, especialmente de los jóvenes.
Desde el 2 de agosto de 2014, la estación permaneció cerrada por obras de mejora de las instalaciones entre esta estación y Torre Arias. El motivo de estas obras fue la renovación de la diagonal y el desvío a las cocheras de Canillejas, relacionado con la señalización e instalación de tecnología más moderna, además de pasar de balasto a hormigón las vías del tramo afectado. El servicio se restableció el 18 de agosto de 2014.

## Accesos
Vestíbulo Alameda de Osuna
- Corbeta C/ Corbeta, 12 (esquina C/ La Rioja)
- Ascensor C/ Corbeta, 14 (esquina C/ La Rioja)

## Líneas y conexiones

### Metro
| << cabecera    | línea | estación >  | cabecera >>   |
| -------------- | ----- | ----------- | ------------- |
| final de línea |       | El Capricho | Casa de Campo |

### Autobuses
| Diurnos   |                        |                       |
| Línea     | Destino                | Parada                |
| 112       | Mar de Cristal         | 5422 CORBETA-LA RIOJA |
| 115       | Barajas                | 5422 CORBETA-LA RIOJA |
| 151       | Barajas                | 5422 CORBETA-LA RIOJA |
| 166       | Hospital Ramón y Cajal | 5422 CORBETA-LA RIOJA |
| 112       | Barrio del Aeropuerto  | 5428 CORBETA-LA RIOJA |
| 115       | Avenida de América     | 5428 CORBETA-LA RIOJA |
| 151       | Canillejas             | 5428 CORBETA-LA RIOJA |
| 166       | Barajas                | 5428 CORBETA-LA RIOJA |
| Nocturnos |                        |                       |
| Línea     | Destino                | Parada                |
| N4        | Barajas                | 5422 CORBETA-LA RIOJA |
| N4        | Cibeles                | 5428 CORBETA-LA RIOJA |